# Brederød
Brederød er en landsby øst for Frederiksværk i Nordsjælland med 223 indbyggere  (2025). Brederød er beliggende i Kregme Sogn. Den tilhører Halsnæs Kommune og er beliggende i Region Hovedstaden.